# Mathcad
Mathcad — система комп'ютерної алгебри з класу систем автоматизованого проєктування, орієнтована на підготовку інтерактивних документів з обчисленнями і візуальним супроводженням, відрізняється легкістю використання і застосування для колективної роботи.
Mathcad має простий і інтуїтивний для використання інтерфейс користувача. Для введення формул і даних можна використовувати як клавіатуру, так і спеціальні панелі інструментів.
Деякі з математичних можливостей Mathcad (версії до 13.1 включно) засновані на підмножині системи комп'ютерної алгебри Maple (MKM, Maple Kernel Mathsoft). Версії 14 та 15 використовують символьне ядро MuPAD. Нове покоління — Mathcad Prime (поточна версія 9.0) зворотної сумісності із попередніми версіями Mathcad не має (можлива конвертація файлів попередніх версій у формат Mathcad Prime).
Робота здійснюється в межах робочого аркуша, на якому рівняння і вирази відображаються графічно, на противагу текстовому запису в мовах програмування. При створенні документів-програм використовується принцип WYSIWYG (What You See Is What You Get — «що бачиш, те й отримуєш») набору математичних виразів та тексту у інтерактивному блокноті.
Попри те, що ця програма здебільшого орієнтована на користувачів-непрограмістів, Mathcad також використовується в складніших проєктах, щоб візуалізувати результати математичного моделювання, шляхом використання найбільш поширених обчислень і традиційних мов програмування.
Mathcad доволі зручно використовувати для навчання, обчислень і інженерних розрахунків. Відкрита архітектура застосунків у поєднанні з підтримкою технологій .NET і XML дозволяють легко інтегрувати Mathcad практично в будь-які ІТ-структури і інженерні застосування. Є можливість створення електронних книг (e-Book).

## Можливості

Розв'язання системи диференціальних рівнянь

Mathcad містить сотні операторів і вбудованих функцій для вирішення різних технічних завдань. Програма дозволяє виконувати чисельні і символьні обчислення, проводити операції з скалярними величинами, векторами і матрицями, автоматично переводити одні одиниці вимірювання в інші.
Mathcad має такі можливості:
- Розв'язання диференціальних рівнянь (в тому числі - диференціальних рівнянь з частинними похідними).
- Побудова двовимірних і тривимірних графіків (в різних системах координат, контурні, векторні тощо).
- Використання грецького алфавіту (верхній і нижній регістр) як в тексті, так і у рівняннях.
- Символьні обчислення.
- Операції з векторами і матрицями.
- Символьне розв'язання систем рівнянь.
- Згладжування кривих.
- Виконання підпрограм.
- Знаходження коренів функцій і поліномів, розв'язання тригонометричних рівнянь.
- Статистичні функції і розподіли ймовірностей.
- Пошук власних значень і власних векторів.
- Обчислення з розмірностями; перетворення одиниць вимірювань.
- Інтеграція із САПР (Creo Elements/Pro, Windchill, Creo Elements/View), використання результатів обчислень для параметричного конструювання.
- Інтеграція таблиць Excel.

За допомогою Mathcad інженери можуть документувати всі обчислення в процесі їх проведення.

## Порівняльна характеристика

### Призначення
Mathcad належить до так званих систем комп'ютерної алгебри, тобто засобів автоматизації математичних розрахунків. В цьому класі програмного забезпечення існує багато аналогів різноманітної спрямованості і принципу побудови. Найбільш часто Mathcad порівнюють з такими програмними комплексами, як Maple, Mathematica, MATLAB, а також з їх аналогами MuPAD, SciLab, Maxima та ін. Втім, об'єктивне порівняння ускладнюється у зв'язку із різним призначенням програм і ідеологією їх використання.
Система Maple, наприклад, призначена головним чином для виконання аналітичних (символьних) обчислень і має для цього один з найпотужніших у своєму класі арсенал спеціалізованих процедур і функцій (понад 3000). Така комплектація для більшості користувачів, які стикаються з необхідністю виконання математичних розрахунків середнього рівня складності, є надлишковою. Можливості Maple орієнтовані на користувачів — професійних математиків; розв'язання задач в середовищі Maple потребує не тільки вміння оперувати тією чи іншою функцією, але й знання методів розв'язання, в неї закладених: в багатьох вбудованих функціях Maple фігурує аргумент, що задає метод розв'язання.
Те ж саме можна сказати і про Mathematica. Це одна з найпотужніших систем; має надзвичайно велику функціональну наповненість (є навіть синтезування звуку). Mathematica має високу швидкість обчислень, але потребує вивчення доволі незвичайної мови програмування.
Розробники Mathcad зробили ставку на розширення системи відповідно до потреб користувача. Для цього призначені додаткові бібліотеки і пакети розширення, які можна придбати окремо і які мають додаткові функції, що вбудовуються в систему при інсталяції; а також електронні книги із описом методів розв'язання специфічних задач, з прикладами діючих алгоритмів і документів, які можна використовувати безпосередньо у власних розрахунках. Крім того, в разі потреби і за умови наявності навичок програмування в C, є можливість створення власних функцій і їх прикріплення до ядра системи через механізм dll.
Mathcad, на відміну від Maple, спочатку створювався для чисельного вирішення математичних задач, він орієнтований на вирішення задач саме прикладної, а не теоретичної математики, коли потрібно отримати результат без заглиблення в математичну суть задачі. Втім, для тих, кому потрібні символьні обчислення, і призначене інтегроване ядро Maple (з версії 14 — MuPAD). Особливо це корисно, коли йдеться про створення документів освітнього призначення, коли необхідно продемонструвати побудову математичної моделі, виходячи з фізичної картини процесу або явища. Символьне ядро Mathcad, на відміну від оригінального Maple (MuPAD), штучно обмежене (доступно близько 300 функцій), але цього в переважній більшості випадків цілком достатньо для розв'язання задач інженерного характеру.
Більш того, досвідчені користувачі Mathcad виявили, що принаймні у версіях до 13 включно є можливість не надто складним способом задіяти майже весь функціональний арсенал ядра Maple (так звані «недокументовані можливості»), що наближує обчислювальну потужність Mathcad до Maple.

### Інтерфейс, програмування
Основна відмінність Mathcad від аналогічних програм — це графічний, а не текстовий режим вводу виразів. Для набору команд, функцій, формул можна використовувати як клавіатуру, так і кнопки на численних спеціальних панелях інструментів. В будь-якому разі — формули будуть мати звичний, аналогічний книжковому, вигляд. Тобто особливої підготовки для набору формул, власне, й не потрібно. Обчислення із введеними формулами здійснюються за бажанням користувача або миттєво, одночасно із набором, або за командою. Звичайні формули обчислюються зліва-направо і зверху вниз (подібно читанню тексту). Будь-які змінні, формули, параметри можна змінювати, спостерігаючи наочно відповідні зміни результату. Це дає можливість організації справді інтерактивних обчислювальних документів.
В інших програмах (Maple, MuPAD, Mathematica) обчислення здійснюються в режимі програмного інтерпретатора, який трансформує у формули введені у вигляді тексту команди. Maple своїм інтерфейсом орієнтовано на тих користувачів, хто вже має навички програмування в середовищі традиційних мов із введенням складних формул в текстовому режимі. Для користування Mathcad можна взагалі не бути знайомим з програмуванням в тому чи іншому вигляді.
Mathcad передбачався як засіб програмування без програмування, але якщо виникає така потреба — Mathcad має доволі прості для засвоєння інструменти програмування, що дозволяють, проте, будувати вельми складні алгоритми, до чого вдаються, коли вбудованих засобів вирішення задачі бракує, а також коли необхідно виконувати серійні розрахунки.
Окремо слід відзначити можливість використання у розрахунках Mathcad величин з розмірностями, причому можна вибрати систему одиниць: СІ, СГС, МКС, американську або побудувати власну. Результати обчислень, зрозуміло, також отримують відповідну розмірність. Користь від такої можливості важко переоцінити, оскільки значно спрощується відстеження помилок у розрахунках, особливо — у фізичних та інженерних.

### Графіка

Електронна книга «Creating Amazing Images with Mathcad»

В середовищі Mathcad фактично немає графіків функцій в математичному розумінні терміну, а є візуалізація даних, що знаходяться у векторах та матрицях (тобто здійснюється побудова як ліній, так і поверхонь по точках з інтерполяцією), хоча користувач може про це й не знати, оскільки у нього є можливість використання безпосередньо функцій однієї або двох змінних для побудови графіків чи поверхонь відповідно. Так чи інакше, механізм візуалізації Mathcad значно поступається існуючому в Maple, де достатньо мати лише вид функції, щоб побудувати графік або поверхню будь-якого рівня складності. Порівняно з Maple графіка Mathcad має ще такі недоліки, як: неможливість побудови поверхонь у непрямокутній області існування двох аргументів; створення і форматування графіків доступне лише через меню, що обмежує можливості програмного керування параметрами графіки.
Однак слід пам'ятати про основну область застосування Mathcad — для задач інженерного характеру і створення навчальних інтерактивних документів можливостей візуалізації цілком достатньо. Досвідчені користувачі Mathcad демонструють можливість візуалізації надзвичайно складних математичних конструкцій, але об'єктивно це вже виходить за рамки призначення пакету.

## Розширення функціональності Mathcad (окрім Prime-версій)
Можливе доповнення Mathcad новими можливостями за допомогою спеціалізованих пакетів розширень і бібліотек, які поповнюють систему додатковими функціями і константами для вирішення спеціалізованих задач:
Пакет для аналізу даних (Data Analysis Extension Pack). Це розширення забезпечує Mathcad необхідними інструментами для аналізу даних.
Пакет для обробки сигналів (Signal Processing Extension Pack). У цьому пакеті міститься більше 70 вбудованих функцій для обробки сигналів, за допомогою яких можна здійснювати аналогову і цифрову обробку сигналів, проводити аналіз і представляти результати в графічному вигляді.
Пакет для обробки зображень (Image Processing Extension Pack). Це розширення забезпечує Mathcad необхідними інструментами для обробки зображень, аналізу і візуалізації.
Пакет для роботи з функціями хвильового перетворення (Wavelets Extension Pack). У цьому пакеті містяться сімейства вейвлет-функцій, які можна додати в бібліотеку вбудованих функцій Mathcad Professional. Пакет надає можливість застосувати новий підхід до аналізу сигналів і зображень, статистичної оцінки сигналів, аналізу стиснення даних, а також спеціальних чисельних методів. Функціональність включає одно- і двомірні вейвлети, дискретні вейвлет-перетворення, мультианаліз роздільної здатності і багато іншого. Пакет об'єднує понад 60 функцій ключових вейвлетів. Включено ортогональні і біортогональні сімейства вейвлетів, серед іншого — Гаарів вейвлет, вейвлет Добеші, симлет, койфлет і B-сплайни. Пакет також містить обширну діалогову документацію по основних принципах вейвлетів, додатки, приклади і таблиці посилань.
Бібліотека розширень для обробки цифрових сигналів (Digital Signal Processing Extension Library). Включає три пакети розширення: Wavelets Extension Pack, Image Processing Extension Pack, Signal Processing Extension Pack.
Пакет для виконання складних розрахунків і розв'язання задач оптимізації (Solving & Optimization Extension Pack, раніше — Expert Solver Extension Pack). Цей пакет надає можливості для складних інженерних, фінансових розрахунків в галузі виробництва, бізнесу, дослідження операцій. Інсталяція пакету розширення дає можливість скористатись понад 1000 константами, функціями і змінними; багатьма шаблонами стандартних задач. Пакет додає розширені процедури оптимізації, квадратичне програмування; можливість застосування квадратичного програмування у розв'язанні складних задач інженерії і фінансів; оптимізаційні процедури лінійного та нелінійного програмування; усунення деяких обмежень на використання констант і змінних у чисельних розрахунках і оптимізації.
Пакети Numerical Recipes Extension Pack, Communication System Design Pack, Steam Tables Extension Pack зараз не поставляються.

### Електронні бібліотеки
Додаток має 3 електронних бібліотеки:
Електротехнічна бібліотека (Electrical Engineering Library). У цій бібліотеці містяться сотні стандартних обчислювальних процедур, формул і довідкових таблиць для вжитку в електротехніці. Текстові пояснення і приклади допоможуть отримати всю необхідну інформацію у будь-який момент. Кожен заголовок має гіперпосилання на зміст і покажчик, і його можна знайти в системі пошуку.
Бібліотека машинобудування (Mechanical Engineering Library). Бібліотека машинобудування включає застосування Roark's Formulas for Stress and Strain, обчислювальні процедури з довідника McGraw-Hill і метод скінченних елементів. Наявні текстові пояснення, приклади і пошукова система для отримання потрібної інформації. У бібліотеці також є електронна книга, написана інженером і викладачем Девідом Пінтуром, «Вступ в метод скінченних елементів».
Бібліотека будівництва (Civil Engineering Library). У бібліотеці будівництва є довідник Roark's Formulas for Stress and Strain, шаблони для будівельного проєктування, що настроюються, приклади теплових розрахунків.

### Електронні книги
Існує також величезна кількість електронних книг, орієнтованих на вирішення специфічних задач, а також освітньої спрямованості. Багато з них розповсюджуються безкоштовно (доступно на сайті Mathcad).

## Взаємодія з іншими програмами
Mathcad інтегрується з такими програмами як SmartSketch, VisSim/Comm PE і Creo Parametric.
Додаток SmartSketch оснований на новітніх технологіях Windows і дозволяє інженерам, дизайнерам, архітекторам, креслярам, системним і мережевим адміністраторам працювати з точними кресленнями і графіками.
VisSim/Comm PE — це Windows-додаток для моделювання аналогових, цифрових або змішаних систем зв'язку на сигнальному або фізичному рівні.

### Використання компонентів
В документах-програмах Mathcad є можливість вставки модулів (component) інших додатків для розширення можливостей візуалізації, аналізу даних, виконання специфічних обчислень.
Для розширеної візуалізації даних призначений компонент Axum Graph. Для роботи з табличними даними — Microsoft Excel.
Компоненти Data Acquisition, ODBC Input дозволяють скористатись зовнішніми базами даних.
Пропонуються також безкоштовні модулі (add-in) для інтеграції Mathcad з програмами Excel, AutoCAD.
Для статистичного аналізу призначений компонент Axum S-PLUS Script.
Значне розширення можливостей пакету досягається при інтеграції з надпотужним додатком MATLAB.
Пропонуються також безкоштовні модулі (add-in) для інтеграції Mathcad з програмами Excel, AutoCAD.

## Історія
Mathcad був задуманий і спочатку написаний Алленом Раздовим та Джошем Бернофф з Массачусетського технологічного інституту (MIT), співзасновником компанії Mathsoft Inc., яка з 2006 року є частиною корпорації PTC (Parametric Technology Corporation). Перший реліз був випущений у 1986 році на платформі DOS. Це була перша система, яка підтримувала WYSIWYG-редагування та перерахунок математичних виразів, змішаних з текстом. Вона також була першою, яка водночас з обчисленнями перевіряла узгодженість одиниць вимірювання. На той час існували й інші системи розв'язання рівнянь, але вони не мали інтерфейсу інтерактивного блокнота: TK Solver від Software Arts був випущений у 1982 році, а Eureka від Borland: The Solver була випущена у 1987 році.
Mathcad був придбаний компанією Parametric Technology у квітні 2006 року.
Mathcad був названий редакторами журналу PC Magazine "Кращим у 87 році" та "Кращим у 88 році".

### Історія версій
| Назва             | Версія    | Дата релізу     | Примітки |
| ----------------- | --------- | --------------- | --- |
| Mathcad 0.3       | 0.3       |                 | бета на 5 1/4 флоппі-диску |
| Mathcad 1.0       | 1.0       | 1986            | перший офіційний реліз |
| Mathcad 2.5.2     | 2.5.2     |                 | додано документ-інтерфейс, остання DOS-версія                                                                                             |
| Mathcad 3.1       | 3.1       | 1992            | перша Windows- та Mac-версія; розпочато інтеграцію окремих функцій ядра символьної математики Maple V                                     |
| Mathcad 4.0       | 4.0       | 1994            | |
| Mathcad 5.0       | 5.0       | 1995            | використовується ядро символьної математики Maple V; реалізовано можливість оголошення нових вбудованих функцій через механізм DLL        |
| Mathcad 6.0       | 6.0       | 1996            | Остання версія для ОС Windows 3.1 та Mac, підтримка Windows 95                                                                            |
| Mathcad 7         | 7.0       | 1997            | впроваджено електронні книги, інтеграцію з іншими додатками, додано системний інтегратор MathConnex                                       |
| Mathcad 8         | 8.0       |                 | |
| Mathcad 2000      |           | 1999            | Реалізовано чисельне розв'язання диференціальних рівнянь                                                                                  |
| Mathcad 2001i     |           | 2001            | |
| Mathcad 11        | 11.0      | 2002            | |
| Mathcad 12        | 12.0      | 2004            | Вдосконалення математичного ядра; додано можливість трасування обчислень. Перехід на формат даних XML                                     |
| Mathcad 13.0      | 13.0      | 15 вересня 2005 | |
| Mathcad 13.1      | 13.1      |                 | Вдосконалено засоби відладки програм |
| Mathcad 14.0      | 14.0      | 12 лютого 2007  | Перший реліз з моменту придбання Mathsoft Inc. компанією PTC. Перехід на символьне ядро MuPAD. Двобічна інтеграція з пакетом Pro/ENGINEER |
| Mathcad 15.0      | 15.0 F000 | 25 червня 2010  | |
| Mathcad 15.0 M010 | 15.0 M010 | 29 червня 2011  | |
| Mathcad 15.0 M040 | 15.0 M040 |                 | |
| Mathcad 15.0 M045 | 15.0 M045 | листопада 2015  | |
| Mathcad 15.0 M050 | 15.0 M050 | 15 грудня 2017  | Підтримка Windows 10 |
| Mathcad Prime 1.0 |           | 10 січня 2011   | |
| Mathcad Prime 2.0 |           | 29 лютого 2012  | |
| Mathcad Prime 3.0 |           | 2 жовтня 2013   | |
| Mathcad Prime 3.1 |           | 2 березня 2015  | |
| Mathcad Prime 4.0 |           | 6 березня 2017  | |
| Mathcad Prime 5.0 |           | 14 серпня 2018  | |
| Mathcad Prime 6.0 |           | 1 жовтня 2019   | |
| Mathcad Prime 7.0 |           | 27 лютого 2021  | |
| Mathcad Prime 8.0 |           | березень 2022   | |
| Mathcad Prime 9.0 |           | 15 березня 2023 | |

#### Скриншоти попередніх версій Mathcad

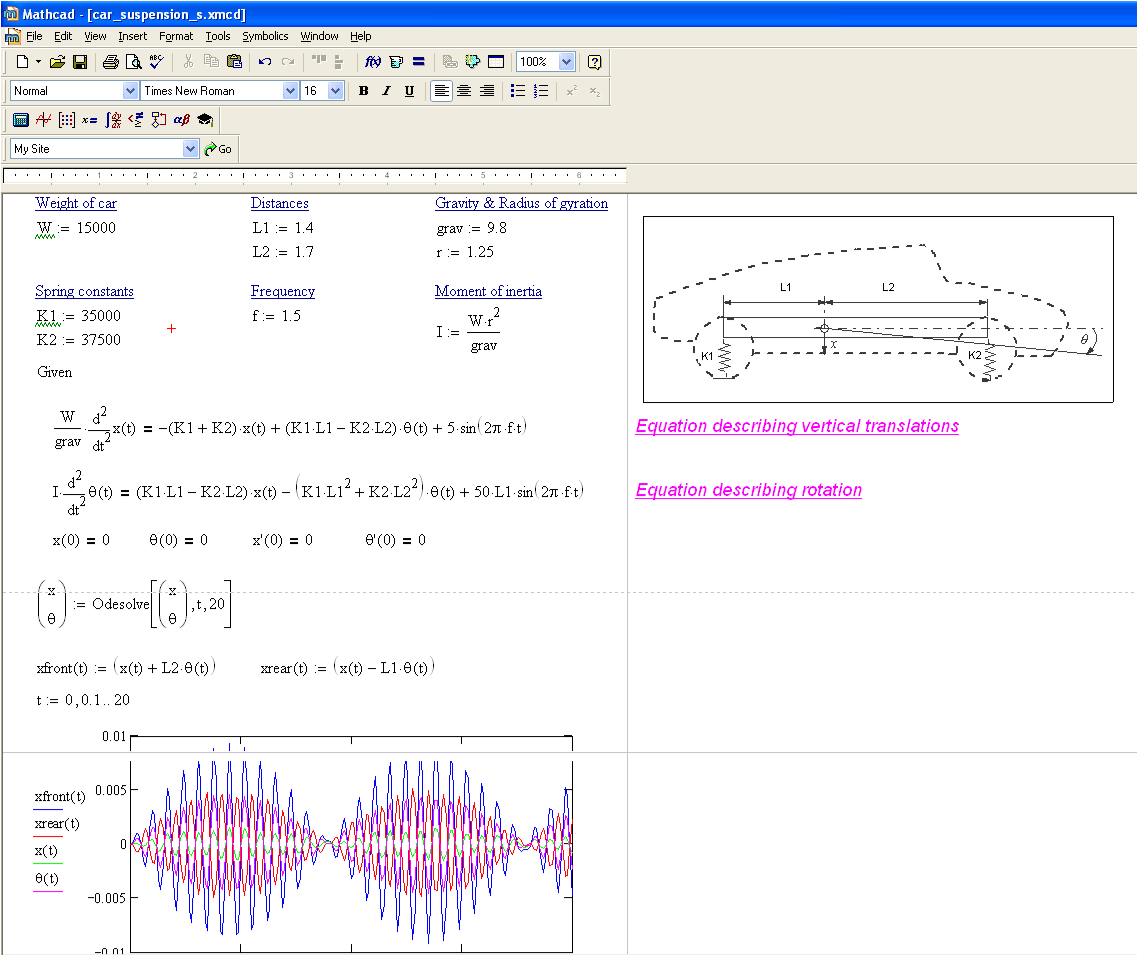
Mathcad 13.0
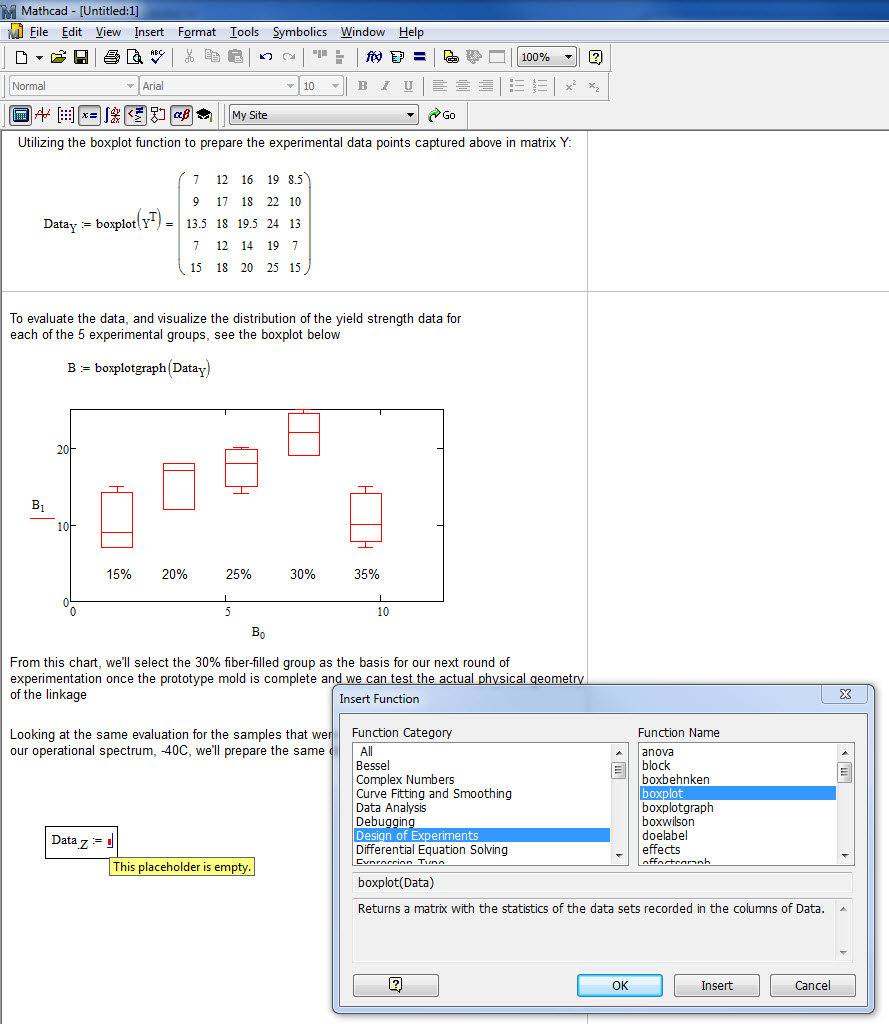
Mathcad 15.0
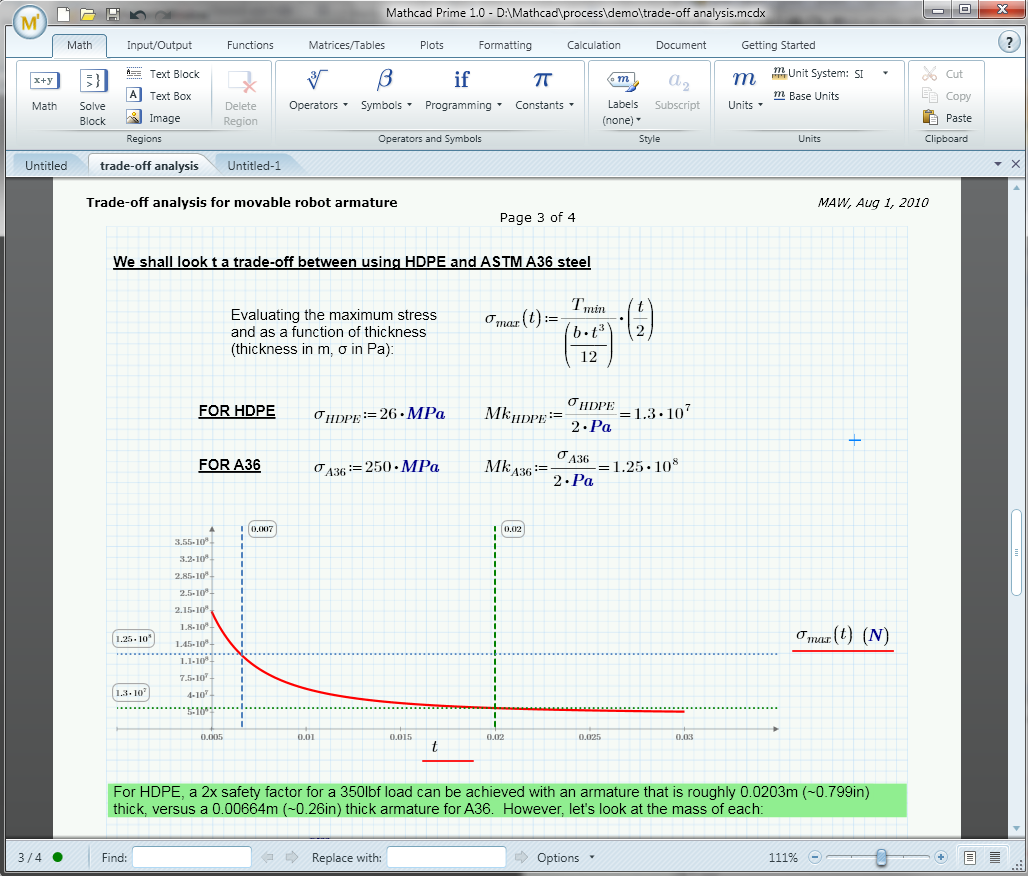
Mathcad Prime 1.0

#### Mathcad 1.0—5.xx
Версії Mathcad з 1.0 по 2.5.2 працювали в операційній системі DOS, мали невеликий загальний розмір виконуваних файлів (до 1 МБ) і незначні (за сучасними мірками) системні вимоги (оперативна пам'ять до 1 МБ, IBM-сумісний комп'ютер). Можливості дозволяли виконувати операції як з елементарними математичними функціями, так і спеціальними (статистичними, булевими, комплексними тощо). Вже в перших версіях існувала можливість використання розмірностей у розрахунках і побудови 2D-графіки.
3D-графіка з'явилась у версіях 2.5х і вище, можливості якої, втім, суттєво стримувались незначними обчислювальними можливостями тогочасних ЕОМ.
Об'єднавши зусилля з фірмою Waterloo Maple Software і ввівши в свої системи ядро потужної системи символьної математики Maple V, MathSoft Inc. навчила свою систему (починаючи вже з версії 3.0) основам комп'ютерної алгебри (символьної математики). Проте, з численних функцій ядра Maple V і його розширень (їх було близько 2500 в Maple V R3 для Windows) залучено лише мізерну частину найпоширеніших функцій символьної математики. Тим часом з'явилася можливість використовувати функції ядра Maple V з викликом їх з системи Mathcad.
Можливості програмування обмежувались функціями if і until, що дозволяли реалізовувати лише дві основні алгоритмічні конструкції — вибір і повторення. Але ці функції не можуть мати як аргументи блоки складених операторів. Тому для реалізації навіть нескладного алгоритму потрібно було підключати механізм вкладених функцій, що суттєво ускладнювало програмування.
Версії з 3.1 і вище вже працювали на платформі Windows. Починаючи з п'ятої версії Mathcad користувачам була представлена можливість оголошення в середовищі Mathcad нових вбудованих функцій. Їх потрібно було написати мовою С, відкомпілювати 32-розрядним транслятором і прикріпити до Mathcad через механізм DLL.
В п'ятій версії також з'явились інструменти розв'язання звичайних диференціальних рівнянь (ЗДР) і їх систем.

#### Mathcad 6
Версії Mathcad 6.0 і PLUS 6.0 були розраховані на роботу з ОС Windows 95 і були повноцінними 32-розрядними додатками, що могли повністю використовувати нові можливості мікропроцесорів серій 486/Pentium. Інтерфейс системи було поліпшено, підвищена швидкість виконання операцій, введені численні нові графічні можливості, нові функції і нові можливості програмування.
Система 6.0 Standard Edition розрахована на звичайних користувачів, до яких належать науковці, інженери, викладачі і студенти вузів, що з повагою ставляться до математики, але що не вважають все ж таки її головним своїм заняттям. Система орієнтована на ПК класу 386DX і вище з місткістю RAM не менше 4 МБ і вільним простором на диску не менше 12 МБ для файлу підкачки і ще 20 МБ для установки самої системи.
Другий варіант системи — PLUS 6.0 орієнтований на користувачів — професіоналів, що потребують потужнішого математичного помічника. Для реалізації розширених можливостей стає необхідною RAM з місткістю не менше 8 МБ. Mathcad PLUS 6.0 має помітно розширений набір функцій (20 нових матричних функцій, 13 функцій для розв'язання диференціальних рівнянь різного типу, ряд нових статистичних функцій тощо), розширені можливості символьних обчислень і потужну графіку. Вартість Mathcad 6.0 складала $129, а Mathcad PLUS 6.0 — $495. Були також версії для студентів і школярів (Mathcad 6.0 BASIC, $90), Mathcad 6.0 Standart ($240). До версій Standart і PLUS додатково включався засіб рисування технічних і бізнес-діаграм Visio Express корпорації Visio.

#### Mathcad 7
У версії Mathcad 7.0 PRO були такі удосконалення й нововведення: відсутність проблеми 2000 року; інтерфейс, істотно перероблений і наближений до інтерфейсу текстового процесора Word 95/97; виділення частин математичних виразів мишею; задання вперше для даної змінної її значення або значень натисненням клавіші «=» (при цьому на екрані виводиться знак привласнення «:=»), при повторному використанні клавіші "=" для цієї ж змінної виводиться її поточне значення; швидка побудова (QuickPlot) графіків в декартових і полярних координатах з автоматичною установкою меж зміни незалежних змінних; нова палітра символьної математики з розширеними операторами; зручніший і наочніший синтаксис символьних операцій; можливість обробки помилок в ході обчислень; нові інструкції on error, continue, return; застосування в програмах операторів символьних операцій; новий тип рядкових даних, констант і змінних; вісім нових функцій для роботи з рядковими даними; задання розмірних величин в системі СІ; можливість підготовки складних документів різними користувачами, що працюють в різних місцях, за допомогою Collaboratory; можливість обміну документами через Інтернет; поява більш оперативного центру ресурсів (Resource Center) замість «швидких шпаргалок» QuickSheet, електронних книг, самовчителя та ін.; моделювання (симуляція) роботи складних систем, побудованих з функціональних блоків, за допомогою системи MathConnex, що має 16 компонентів; можливість використання функцій інших систем (Excel, Axum, MATLAB і ін.) і фактична інтеграція з ними.
Деякі з вказаних змін були, швидше, з розряду приємних дрібниць, наприклад розширена дія знаку "=" (раніше для привласнення змінним значень потрібно було вводити тільки комбінований знак «:=»). Інші зміни, такі як інтеграція з іншими системами і застосування системного інтегратора MathConnex, були серйозними доповненням системи, що відкрили безліч нових можливостей.

#### Mathcad 8
Версія Mathcad 8.0 PRO надала ще цілий ряд корисних можливостей: близько 50 нових математичних функцій (елементарних, спеціальних статистичних та ін.); нові функції оптимізації maximize і minimize; розв'язання задач лінійного програмування; нові функції контролю типу даних; поліпшений блок розв'язання систем нелінійних рівнянь — знято обмеження на повне число рівнянь (раніше було не більше 50), тепер їх число досягло 200; введення набору методів чисельного інтегрування з можливістю вибору конкретного методу через контекстне меню; можливість проведення бінарних обчислень; ефективні засоби згладжування даних; поліпшені засоби введення і форматування тексту; команди редагування Find (знайти) і Replace (знайти і замінити); нова можливість блокування і приховування областей; поліпшене виведення таблиць; можливість запису документів у форматі HTML; можливість запису документів у форматі попередніх версій; підтримка нової графіки OpenGL і ActiveX; застосування майстрів для створення складних тривимірних графіків; істотно поліпшені засоби форматування графіків; перегляд графіків в збільшеному масштабі; застосування функціонального забарвлення поверхонь; можливість зображення на одному тривимірному графіку поверхонь і фігур різного типу; можливість зображення на одному тривимірному графіку різних об'єктів, з перетинанням в просторі; можливість обертання тривимірних графіків в просторі мишею; анімація тривимірних графіків.

#### Mathcad 2000 (версія 9)
Версія Mathcad 2000 додала до існуючих можливостей ще ряд нових і істотних відмінностей: поліпшений інтерфейс системи, зокрема інтеграція з Інтернетом перенесена в центр ресурсів; введений ряд нових функцій для фінансово-економічних розрахунків, створення матриць тривимірних поверхонь, чисельного розв'язання диференціальних рівнянь у складі блоку Given, контролю типу розмірних змінних та ін.; введений набір функцій для виконання регресії — експоненціальної, логарифмічної, синусоїдальної та ін.; введений набір логічних операторів; розширені можливості функції root — тепер вона може шукати корінь не тільки по заданому наближенню (функція з двома параметрами), але й у заданому інтервалі (функція з чотирма параметрами); введена прискорена і спрощена побудова тривимірних графіків; передбачено накладення написів на блоки документів, зокрема графічні; введено трасування помилок; істотно оновлений набір прикладів в центрі ресурсів; забезпечений контроль орфографії англомовних текстів на трьох діалектах англійської мови.

#### Mathcad 2001 (версія 10)
У версії Mathcad 2001 ще більше зросла продуктивність обчислень і розширені можливості. Впроваджено підтримку Windows 2000. Створено чотири модифікації з урахуванням специфіки використання.
Основні нововведення: істотно розширена сумісність з іншими популярними додатками; обробка одиниць вимірювання в реальному часі; обмеження рекурсивного спуску в процесі обчислень (виграш в швидкості до 5-20 разів у порівнянні з попередніми версіями); оптимізовані обчислення, особливо для ітерацій, підсумовування, інтегрування і диференціювання; нові логічні алгоритми, засновані на залежностях від областей зміни змінних і велика узгодженість між аналітичними і чисельними розрахунками; поліпшене управління пам'яттю і обробка об'єктів робочого документа, що видаляються; новий режим публікації у поєднанні з заснованими на MathML можливостями електронних публікацій; включення останньої версії IBM Techexplorer Professional Edition для читання і редагування MathML, TeX і LaTeX.
Суттєво вдосконалено інструменти для створення додатків з використанням Mathcad: поліпшені об'єкти програмування сценарію для створення нових модулів з програмованих OLE і COM об'єктів і зберігання їх для повторного використання і розповсюдження. Підтримуються стандартні мови програмування сценаріїв, такі як VBScript і JScript.

#### Mathcad 2001i («інтерактивний»)
Mathcad 2001i отримав повну підтримку Windows XP, розширені можливості збору даних від зовнішніх пристроїв, підвищену захищеність Mathcad-документів введенням сучасної криптографії, спрощену публікацію в Інтернет, розширене число алгоритмів розв'язання задач і набір опцій користувацьких налаштувань.
Основні нововведення:
- включення сучасних методів криптографії файлів для захисту змісту документів до того моменту, поки вони не надійдуть в руки адресатів; крім того, при розповсюдженні документів додано можливість заблокувати всі області Mathcad з конструкціями і обчисленнями, тобто поширювати результати не відкриваючи суті ідей. Mathcad 2001i також надав можливість користувачам задавати нові опції секретності для захисту від внесення до документів кодів, небезпечних для призначених для користувача комп'ютерних систем;
- введено підтримку збору даних від аналогових DAQ-плат і поліпшену сумісність з платами пристроїв компанії National Instruments;
- додано декілька опцій для підвищення комфортності роботи, ґрунтуючись на безлічі запитів користувачів, зокрема: опція кольорової сітки для двовимірних графіків, включення і написи на тривимірних графіках, регіональні установки і друк поточної сторінки;
- двонаправлена підтримка MathML, підтримка інтерактивних даних, поліпшена графіка і, за допомогою додаткових Інтернет-шаблонів, спрощена публікація в Інтернет;
- новий, швидкий і точний алгоритм Radau розв'язання звичайних диференціальних рівнянь. Блоки розв'язку звичайних диференціальних рівнянь тепер підтримують системи диференціальних рівнянь і диференціальні алгебраїчні рівняння, в той же час вкладені блоки тепер підтримують складніші завдання оптимізації;
- поліпшені інтерфейси автоматизації для вбудованих додатків. Нові інтерфейси Mathcad додатків, робочі документи, вікна і області забезпечують ширший набір опцій для налаштування Mathcad з метою виконання завдань, що повторюються.

#### Mathcad 11—11.2a
При створенні Mathcad 11 основна увага була звернена на збільшення швидкості і потужності роботи системи. Мета полягала в тому, щоб поліпшити ядро Mathcad, розширити і поліпшити зручності роботи з Mathcad.
Основні нововведення:
- Розширені компоненти вводу-виводу для імпорту і експорту даних у вигляді рядків і стовпчиків, а також можливості читання-запису змішаних текстово-числових файлів; забезпечена глибша інтеграція з Microsoft Excel; використовуючи прості команди copy/paste, можна створювати і відображати змішані дані безпосередньо у формі матриць і таблиць; забезпечена нова підтримка читання/запису для рівномірних, довільних і однорідних файлів двійкового формату (READBIN і WRITEBIN), що дає користувачам більшу гнучкість в операціях імпорту-експорту даних, ніж їх перетворення в ASCII-коди; забезпечена нова підтримка для проходження рядкових даних через UserEFI-інтерфейс (функції, визначені користувачем; DLL).
- На основі ODE-обчислювальних блоків (для розв'язання звичайних диференціальних рівнянь) Mathcad 2001i, Mathcad 11 тепер підтримує PDE-обчислювальні блоки (для розв'язання диференціальних рівнянь з частинними похідними); забезпечена нова підтримка для комплексних аргументів функцій floor, ceil, round і trunc; додані комплексні функції Бесселя і Ганкеля; розширені можливості функції genfit, яка забезпечує апроксимацію кривих нелінійними функціями загального вигляду; введена нова sinc функція для обчислення точних значень sin(x)/x в границі при х, що прямує до 0; новий доступ до «зернових» значень в генераторах випадкових чисел.
- Поліпшений формат тексту RTF дозволяє вставляти фрагменти з документу Mathcad в такі прикладні застосунки як Microsoft Word без додаткового переформатування; поліпшена підтримка протоколу HTTP, яка дозволяє відкривати віддалені файли Mathcad, розміщені на Web-сервері, за допомогою команди File Open; поліпшений HTML-подібний формат для вставки в Internet сторінок з колонтитулами, посиланнями і картинками; забезпечена можливість зберігати документи як Інтернет-сторінки.

#### Mathcad 12
Нова версія пакету отримала досконаліше математичне ядро, а також додаткові опції, що дозволяють зберігати і публікувати документи Mathcad в різних форматах.
Основні нововведення:
- Можливість трасування обчислень: проміжні дані можуть бути виведені як для всього документа в цілому, так і для його окремих областей, що дозволяє ефективно контролювати виконання початкових кодів Mathcad.
- Додаткові можливості публікації результатів обчислень завдяки новому формату даних XML: XSL-HTML-конвертер дозволяє генерувати вебсторінки кращої якості; опція XSL: FO дозволяє зберігати дані у форматі PDF; всередині XML зображення зберігаються в спеціальному економічному форматі, що дозволяє значно зменшити обсяг на диску для файлів з великою кількістю графіки.
- подвійна вісь ординат на двовимірних графіках, що дозволяє представити на одному графіку функції, що значно розрізняються по величині, а також збільшити допустиму кількість графіків, що можуть одночасно відображатись в одному блоку, до 32 (порівняно з 16 в попередніх версіях).
- Mathcad Application Server: форми і кнопки для вебдодатків, підтримуваних Mathcad Application Server.
- Нові можливості по імпорту даних з файлів, створених іншими програмами: підтримка великої кількості нових форматів даних; функція READFILE дозволяє імпортувати дані всередині програмних циклів.

#### Mathcad 13—13.1
Основні нововведення:
- Потужні засоби відладки програм, включаючи можливість вставки міток і покрокового виконання програмних циклів; нова функція автозбереження дозволяє виключити можливість втрати виконаної інженерами роботи; новий покажчик математичних помилок дозволяє усувати помилки, які без нього могли б бути пропущені.
- Підтримка нелінійних одиниць вимірювання, таких, як Фаренгейт, Цельсій і децибел; можливість створення власних одиниць вимірювання за допомогою простого меню.
- Істотно підвищена продуктивність обчислень в порівнянні з попередніми версіями.
- Включено новий потужний клас можливостей визначення «походження», які дають можливість підприємствам точно визначити джерело конкретних розрахунків, величину або результат. Це дозволяє контролювати і відстежувати виконувану роботу.

#### Mathcad 14

Mathcad 14 (2007 рік)

Mathcad 14 — версія Mathcad релізу 12 лютого 2007 року, перша з моменту придбання Mathsoft Inc. компанією PTC. Відповідно, реалізовано можливість двобічної інтеграції з основним продуктом PTC — пакетом Pro/ENGINEER. Базові величини, розраховані в системі Mathcad, можуть бути переведені в параметри і розміри CAD-моделі для управління геометричним об'єктом. Параметри з моделі Pro/ENGINEER також можна ввести в Mathcad для наступних інженерно-конструкторських розрахунків.
Суттєві зміни торкнулись також математичного ядра системи, яке тепер використовує символьну систему MuPAD. Це дозволило в багатьох випадках підвищити точність символьних обчислень та їх деталізацію, але є й негативні наслідки, пов'язані, насамперед, з сумісністю символьних алгоритмів з попередніми версіями (обчислення, які працюють у попередніх версіях, можуть не виконуватись у новій і навпаки).
Основні нововведення:
- Інтернаціоналізація: введено повну підтримку шрифтів Unicode та азійських локалізацій операційних систем. Інтерфейс перекладено дев'ятьма мовами (англійська, французька, німецька, італійська, іспанська, японська, корейська, спрощена і традиційна китайська), підтримується перевірка орфографії 15-ма мовами.
- 2D-графіки: додано можливість вибору формату відображення чисел на шкалах координатних осей. При використанні полярної системи координат є можливість застосування від'ємних значень функції на радіусі.
- Інструментарій розв'язання диференціальних рівнянь доповнено трьома новими алгоритмами — за методами Адамса (англ. Adams), BDF (англ. backward differentiation formulas, формули зворотного диференціювання) і комбінованим Adams/BDF.
  - Нова функція statespace (поряд з новими функціями Ейрі дозволяє розв'язувати ЗДР, записані у матричній формі.
  - Додано оператор, що повертає значення градієнту функції у вигляді вектора частинних похідних функції багатьох змінних.
- Введено довгоочікуваний користувачами тандем операторів інтерфейсу «…:=…=…», який дозволяє присвоювати змінній будь-який вираз і відразу виводити значення (результат), що ще в більшому ступені наблизило формат запису до звичайного («некомп'ютерного»).
- Символьний процесор Mathcad поповнено трьома функціями, трьома ключовими словами і дев'ятьма модифікаторами. Результат символьних обчислень за бажанням можна суттєво деталізувати. Символьні обчислення тепер можливі і з векторизованими функціями.
- Загальна функціональність:
  - є можливість порівняння змін у двох документах Mathcad (XMCD-файли), що дозволяє виявляти математичні та текстові елементи, що було додано, вилучено або змінено, із відповідною кольоровою розміткою. Є можливість виявлення змін результатів обчислень при різниці у налаштуваннях і алгоритмах між версіями Mathcad.
  - пошук і заміна можливі у прихованих областях документу;
  - зображення можна зберігати у форматі JPEG із налаштуванням якості, що дозволяє зменшити розмір документів;
  - активацію замінено на використання ліцензійного файлу, що отримується через Internet під час інсталяції.

Версії Mathcad з 12-ї включно, в зв'язку з використанням формату даних XML, а також із поступовим зростанням функціонального інструментарію, мають обмежену зворотну сумісність документів із попередніми версіями, але можуть майже без обмежень відкривати документи, створені у старих версіях. Як наслідок, імпорт також має обмеження: документ, створений в Mathcad 14 можна зберегти у форматі версії не нижче 11-ї.

#### Mathcad 15

Mathcad 15 (2010 рік)

В актуальній версії Mathcad — 15.0 — суттєвих змін немає. Традиційно Mathcad підтримує роботу САПР Pro/Engineer, а також Windchill ProductPoint.
Основні нові можливості:
- додано 25 функцій для розрахунків з планування експериментів (design of experiments (DoE)). Також наявні шаблони для проведення декількох експериментів, за наявності декількох рівнів експерименту (режимів тестування) та різних умов;
- інтеграція з базою даних KnovelMath (інженерні і технічні стандарти);
- інтеграція з програмним забезпеченням Kornucopia (дозволяє застосовувати шаблони процесів для оцінки даних натурних експериментів і результатів розрахунків);
- інтеграція з базою даних Truenumbers (Truenumbers от True Engineering Technology), що надає доступ до різноманітних довідкових матеріалів і даних (результати з Mathcad просто передаються в різноманітні формати документів, що полегшує передачу даних у ланцюгу розробників);
- підтримка операційної системи Microsoft Windows 7;
- підтримка Microsoft Excel 2007.

#### Mathcad Prime
Mathcad Prime 9.0 є останнім релізом компанії PTC у програмному забезпеченні для інженерних розрахунків.
Mathcad Prime не сумісний із версіями Mathcad 15.0 та попередніми. Для відкриття файлів, створених у Mathcad, передбачено автоматичний конвертер, який потребує встановлення одночасно з Mathcad Prime версії Mathcad 15, яка поставляється в комплекті.
Більш детально про Mathcad Prime читайте на офіційному сайті розробника PTC.com (англ.) та на сайті партнерів (рос.).

## Комплектації
Версії Mathcad можуть відрізнятися комплектацією і ліцензією користувача. В різні часи поставлялись версії Mathcad Professional, Mathcad Premium, Mathcad Enterprise Edition (відрізняються комплектацією). Для академічних користувачів призначена версія Mathcad Academic Professor (має повну функціональність, але відрізняється ліцензією користувача і має в декілька разів нижчу вартість).
Для студентів і співробітників навчальних закладів пропонується «студентська» версія, із суттєвими знижками.

## MAS
Подальший розвиток технологія Mathcad отримала при створенні Mathcad Application Server (MAS). Суть технології MAS — в реалізації віддаленого доступу до програмного забезпечення Mathcad, або вже готових Mathcad-документів через вебінтерфейс (технологія Web Calc). Користувач MAS не має потреби купувати Mathcad, скачувати і запускати exe-файли (але це не виключається і визначається рівнем доступу).
Розробником підтримку MAS-технології припинено.

## Системні вимоги
Для поточної версії (Mathcad Prime 9.0):
Технічні засоби:
- 2 ГБ вільного дискового простору (600 МБ для установки Mathcad, 1,5 ГБ для зберігання тимчасових файлів під час установки).
- Привід DVD (лише для установки з диска).
- Інтернет-з'єднання (для завантаження та для активації ліцензії).

Програмне забезпечення:
- Операційна система: Microsoft Windows 10 64-bit або пізнішої версії
- Microsoft .NET Framework 4.8
- Браузери: Internet Explorer 9.0 або вище, Google Chrome, Firefox 10 або вище

### Корисні матеріали
- ,  — Повний перелік функцій Mathcad і деяких пакетів розширення
- Англомовний форум користувачів Mathcad (англ.)
- http://www.adeptscience.co.uk/download/dldcat/33/0/All/Mathcad.html [Архівовано 5 листопада 2006 у Wayback Machine.] — вільне скачування за умови реєстрації
- http://www.mathcad.com/resources/electronic_books/ [Архівовано 6 листопада 2006 у Wayback Machine.]
- Приклади застосування Mathcad у різних галузях: http://www.mathcad.com/resources/mathcad_files/ [Архівовано 16 жовтня 2006 у Wayback Machine.] http://www.benkoltd.com/yazilim/mathcad/Mathcad_Files.htm [Архівовано 18 жовтня 2006 у Wayback Machine.]
- http://www.mathcad.com/resources/gallery/ [Архівовано 6 листопада 2006 у Wayback Machine.]

### Профільне використання Mathcad
- Приклади вирішення задач в Mathcad Prime [Архівовано 14 жовтня 2013 у Wayback Machine.] (рос.)
- Фізична хімія (англ.),  [Архівовано 7 серпня 2007 у Wayback Machine.]
- http://science.widener.edu/~svanbram/mathcad.html [Архівовано 13 жовтня 2006 у Wayback Machine.]
- http://www.math-tech.at/ [Архівовано 11 жовтня 2006 у Wayback Machine.]
- Хімія, забруднення повітря, теорія ймовірності і статистика, будівництво, механіка рідин, чисельні методи та ін. (англ.)